# Pulau Damar Besar
Pulau Damar Besar är en ö i Indonesien.   Den ligger i provinsen Jakarta, i den västra delen av landet, 29 km norr om huvudstaden Jakarta. Arean är 0,30 kvadratkilometer.
Terrängen på Pulau Damar Besar är platt. Öns högsta punkt är 19 meter över havet. Den sträcker sig 0,6 kilometer i nord-sydlig riktning, och 0,6 kilometer i öst-västlig riktning.